# Dermacentor circumguttatus
Dermacentor circumguttatus är en fästingart som beskrevs av Neumann 1897. Dermacentor circumguttatus ingår i släktet Dermacentor och familjen hårda fästingar. Inga underarter finns listade i Catalogue of Life.